# 协调制度
协调制度（英語：Harmonized Commodity Description and Coding System，一般称为，简称HS），即商品名称及编码的协调制度，是世界海关组织编制的关于国际贸易商品分类的标准目录，用以统一各国海关对商品分类的界定标准。
通过按照协调制度进行商品归类，海关得以决定对于不同的商品征收相应的关税及采取相应的管理措施。现已有200多个国家或者经济联合体采用协调制度，其中133个参加了协调制度公约，覆盖了超过98%的国际贸易。协调制度除政府部门外，还被贸易业、物流业、商业等业界广泛使用，被称为“国际贸易的语言”。
协调制度的前身是海关合作理事会制定的《海关合作理事会商品分类目录》（CCCN）和联合国制定的《国际贸易标准分类》（SITC）。

## 組成結構
締約方必須基於協調制度制定關稅表，但可自行制定關稅水平。协调制度将商品分为21类和97章；通过6条归类总规则来确保商品分类的严密性和统一性。協調制度分類由原料和自然生成的產品開始，接着的產品複雜程度逐步增加。協調制度規定，締約方須採用協調的6位數分項為貨物分類，但個別地區可根據本身的需要，在6位數的基礎上增添編號的數字，以作更詳細的分類。
最後的兩章，即98和99章，可由各地區自行使用，而第77章为空章，保留作日後之用。

## 變更歷史
协调制度于1988年实施，分别于1992年、1996年、2002年、2007年、2012年、2017年和2022修订，目前实施的是2022版。协调制度的每次修订过程称为一次“审议循环”。

## HS编码与各地海关编码
HS编码与各地海关编码两者有联系，但不是完全等同。

1. 制定的主体不同

HS編碼由世界海关组织制定；海关编码则由各地海关制定。
2. 位数不同

HS編碼只有6位；海关编码则因各地规则而异（如在中国大陆爲10位）

各地海关编码一般在HS的基础上增加后几位而成。
3. 使用范围不同

HS編碼只是指导、协调性的；而海关编码是海关管理实际进出口操作用的。但是在实际操作中，各地海关又是以HS为基础，并依照WCO的相关原则确定各自的海关编码。所以，在一定范围内，尤其在绝大多数實際操作中，都是把两者等同称呼。

## 各地海关编码查询
加拿大 Customs Tariff of Canada（页面存档备份，存于） (Canada Border Services Agency)

歐盟 Integrated Tariff of the European Union - TARIC（页面存档备份，存于）

印度 Central Excise Tariff of India（页面存档备份，存于） by Department of Customs, Ministry of Revenue

日本 Japan Tariff Association（页面存档备份，存于） – webpage refers to Japan Harmonised System Code Search

墨西哥 Mexico import-export codes (Harmonized Tariff Schedule)（页面存档备份，存于） by SIICEX and CAAAREM

英國 UK Tariff Codes Datasets（页面存档备份，存于） by Data.Gov.UK

南非 Official Tariff Book of South Africa（页面存档备份，存于） (South African Revenue Service)

美國
- U.S. import codes (Harmonized Tariff Schedule)（页面存档备份，存于） by U.S. International Trade Commission
- U.S. export codes（页面存档备份，存于） by U.S. Census Bureau

澳洲 Australian Customs & Border Protection Service（页面存档备份，存于） - Working tariff 2012

中國大陸
- 外贸实物查询服务（页面存档备份，存于） 中国商务部公共商务信息服务
- HS编码查询（页面存档备份，存于）

台灣
- 進出口產品代碼查詢 （页面存档备份，存于）

## 外部連結
- ITC's Product Conversion Table on Market Access Map[], an online database of customs tariffs and market requirements. The table allows you to search for product codes by name and convert them into any HS revision.
- World Bank's list of HS Codes products（页面存档备份，存于）
- EU Combined Nomenclature Search Engine（页面存档备份，存于） by European Commission - Eurostat